# Temporada 2010 del Dallas Cowboys

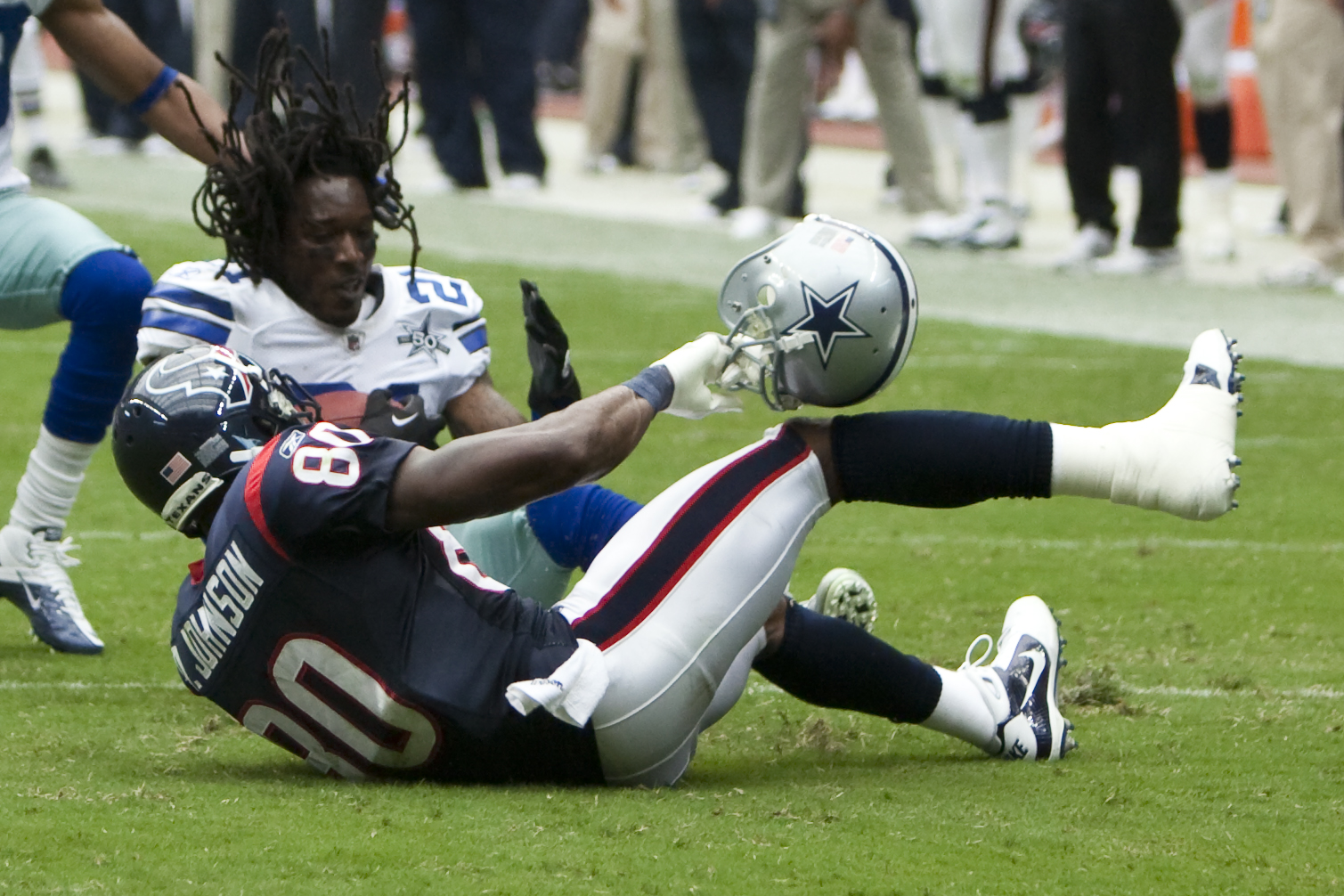
Andre Johnson (Houston Texans) tomando el casco de Mike Jenkins (Dallas Cowboys)

La temporada 2010 de los Dallas Cowboys fue la 51.ª temporada del equipo en la National Football League, y la segunda que jugó como local en el Cowboys Stadium. Después de caer frente a los Minnesota Vikings en la ronda divisional de los playoffs 2009 de la NFL, los Cowboys buscaban repetir el título de división de la NFC Este y contender por el campeonato de Super Bowl, sin embargo un mal inicio de campaña con siete derrotas en ocho juegos impidieron que el equipo alcanzara los playoffs y causaron el despido del entrenador Wade Phillips al término de la octava semana.

## Draft 2010 de la NFL
Después de dejar los playoffs en la rodna divisional en el 2009, los Cowboys obtuvieron la elección N.º 27 general de la primera ronda del draft.
| Orden en el draft | Orden en el draft | Orden en el draft | Nombre del jugador                    | Posición                              | Altura                                | Peso                                  | Universidad                           | Contrato                              | Notas                                 |
| Ronda             | Elección          | General           | Nombre del jugador                    | Posición                              | Altura                                | Peso                                  | Universidad                           | Contrato                              | Notas                                 |
| ----------------- | ----------------- | ----------------- | ------------------------------------- | ------------------------------------- | ------------------------------------- | ------------------------------------- | ------------------------------------- | ------------------------------------- | ------------------------------------- |
| 1                 | 24                | 24                | Dez Bryant                            | WR                                    | 6'2"                                  | 224                                   | Oklahoma State                        |                                       |                                       |
| 1                 | 27                | 27                | Canjeado con los New England Patriots | Canjeado con los New England Patriots | Canjeado con los New England Patriots | Canjeado con los New England Patriots | Canjeado con los New England Patriots | Canjeado con los New England Patriots | Canjeado con los New England Patriots |
| 2                 | 23                | 55                | Sean Lee                              | ILB                                   | 6'2"                                  | 236                                   | Penn State                            |                                       |                                       |
| 2                 | 27                | 59                | Canjeado con los Philadelphia Eagles  | Canjeado con los Philadelphia Eagles  | Canjeado con los Philadelphia Eagles  | Canjeado con los Philadelphia Eagles  | Canjeado con los Philadelphia Eagles  | Canjeado con los Philadelphia Eagles  | Canjeado con los Philadelphia Eagles  |
| 3                 | 26                | 90                | Canjeado con los New England Patriots | Canjeado con los New England Patriots | Canjeado con los New England Patriots | Canjeado con los New England Patriots | Canjeado con los New England Patriots | Canjeado con los New England Patriots | Canjeado con los New England Patriots |
| 4                 | 21                | 119               | Akwasi Owusu-Ansah                    | FS                                    | 6'0"                                  | 207                                   | Indiana (PA)                          |                                       |                                       |
| 4                 | 27                | 125               | Canjeado con los Philadelphia Eagles  | Canjeado con los Philadelphia Eagles  | Canjeado con los Philadelphia Eagles  | Canjeado con los Philadelphia Eagles  | Canjeado con los Philadelphia Eagles  | Canjeado con los Philadelphia Eagles  | Canjeado con los Philadelphia Eagles  |
| 5                 | 27                | 158               | Canjeado con los Denver Broncos       | Canjeado con los Denver Broncos       | Canjeado con los Denver Broncos       | Canjeado con los Denver Broncos       | Canjeado con los Denver Broncos       | Canjeado con los Denver Broncos       | Canjeado con los Denver Broncos       |
| 6                 | 10                | 179               | Sam Young                             | OT                                    | 6'8"                                  | 316                                   | Notre Dame                            |                                       |                                       |
| 6                 | 27                | 196               | Jamar Wall                            | CB                                    | 5'10"                                 | 204                                   | Texas Tech                            |                                       |                                       |
| 7                 | 27                | 234               | Sean Lissemore                        | NT/DE                                 | 6'4"                                  | 298                                   | William & Mary                        |                                       |                                       |

## Calendario

### Pretemporada
El 24 de febrero de 2010, la NFL anunció que los Cowboys enfrentarían a los Cincinnati Bengals en el Juego de Exhibición del Salón de la Fama en Cantón, Ohio.
| Semana | Fecha        | Kickoff    | Oponente              | Resultado      | Resultado | Lugar            |
| Semana | Fecha        | Kickoff    | Oponente              | Marcador final | Récord    | Lugar            |
| ------ | ------------ | ---------- | --------------------- | -------------- | --------- | ---------------- |
| HOF    | 8 de agosto  | 7:00 p. m. | Cincinnati Bengals    | V 16–7         | 1–0       | Fawcett Stadium  |
| 1      | 12 de agosto | 8:00 p. m. | Oakland Raiders       | D 9–17         | 1–1       | Cowboys Stadium  |
| 2      | 21 de agosto | 8:00 p. m. | en San Diego Chargers | V 16–14        | 2–1       | Qualcomm Stadium |
| 3      | 28 de agosto | 7:00 p. m. | en Houston Texans     | D 23-7         | 2–2       | Reliant Stadium  |
| 4      | September 2  | 7:00 p. m. | Miami Dolphins        | V 27-25        | 3-2       | Cowboys Stadium  |

### Temporada regular
| Semana | Fecha                                 | Kickoff              | Oponente               | Resultado            | Resultado            | Lugar                         | TV                   | NFL.com Recap        |                      |
| Semana | Fecha                                 | Kickoff              | Oponente               | Marcador final       | Récord del equipo    | Lugar                         | TV                   | NFL.com Recap        |                      |
| --- | ------------------------------------- | -------------------- | ---------------------- | -------------------- | -------------------- | ----------------------------- | -------------------- | -------------------- | -------------------- |
| 1 | 12 de septiembre                      | 7:20 PM              | en Washington Redskins | D 7-13               | 0-1                  | FedEx Field                   | NBC                  |                      |                      |
| 2 | 19 de septiembre                      | 12:00 PM             | Chicago Bears          | D 20-27              | 0-2                  | Cowboys Stadium               | Fox                  |                      |                      |
| 3 | 26 de septiembre                      | 12:00 PM             | en Houston Texans      | V 27-13              | 1-2                  | Reliant Stadium               | Fox                  |                      |                      |
| 4 | (Semana de descanso)                  | (Semana de descanso) | (Semana de descanso)   | (Semana de descanso) | (Semana de descanso) | (Semana de descanso)          | (Semana de descanso) | (Semana de descanso) | (Semana de descanso) |
| 5 | 10 de octubre                         | 3:15 PM              | Tennessee Titans       | D 34-27              | 1-3                  | Cowboys Stadium               |                      |                      |                      |
| 6 | 17 de octubre                         | 3:15 PM              | en Minnesota Vikings   | D 21-24              | 1-4                  | Mall of America Field         | Fox                  |                      |                      |
| 7 | Octubre 25 (Lunes)                    | 7:30 PM              | New York Giants        | D 41-35              | 1-5                  | Cowboys Stadium               | ESPN                 |                      |                      |
| 8 | octubre 31                            | 12:00 PM             | Jacksonville Jaguars   | D 35-17              | 1-6                  | Cowboys Stadium               | CBS                  |                      |                      |
| 9 | 6 de noviembre                        | 7:20 PM              | en Green Bay Packers   | D 7-45               | 1-7                  | Lambeau Field                 | NBC                  |                      |                      |
| 10 | 14 de noviembre                       | 3:15 PM              | en New York Giants     | V 33-20              | 2-7                  | New Meadowlands Stadium       | Fox                  |                      |                      |
| 11 | 21 de noviembre                       | 12:00 PM             | Detroit Lions          | V 19-35              | 3-7                  | Cowboys Stadium               | Fox                  |                      |                      |
| 12 | Thanksgiving Classic Nov. 25 (Jueves) | 3:15 PM              | New Orleans Saints     | D 30-27              | 3-8                  | Cowboys Stadium               | Fox                  |                      |                      |
| 13 | 5 de diciembre                        | 3:15 PM              | en Indianapolis Colts  | V 38-35              | 4-8                  | Lucas Oil Stadium             | Fox                  |                      |                      |
| 14 | 12 de diciembre                       | 7:20 PM              | Philadelphia Eagles    | D 30-27              | 4-9                  | Cowboys Stadium               | NBC                  |                      |                      |
| 15 | 19 de diciembre                       | 12:00 PM             | Washington Redskins    | V 30-33              | 5-9                  | Cowboys Stadium               | Fox                  |                      |                      |
| 16 | Dic. 25 (Sábado)                      | 6:30 PM              | en Arizona Cardinals   | D 26-27              | 5-10                 | University of Phoenix Stadium | NFLN                 |                      |                      |
| 17 | 2 de enero de 2011                    | 3:15 PM              | en Philadelphia Eagles | V 14-13              | 6-10                 | Lincoln Financial Field       | Fox                  |                      |                      |
| NOTAS:Los juegos contra rivales de división están en negritas Todos los juegos son en Domingo a menos que se indique lo contrario. * Indica que el horario está sujeto a cambios. |                                       |                      |                        |                      |                      |                               |                      |                      |                      |